# 斯圖爾湖 (耶斯特里克蘭)
斯圖爾湖（瑞典語：Storsjön）是瑞典的湖泊，位於耶斯特里克蘭，面積70.67平方公里，集水區面積2,170平方公里，平均水深4.7米，最大水深12.5米，蓄水量0.185立方公里，湖中有365座島嶼。